# Ravninsko
Ravninsko falu Horvátországban Krapina-Zagorje megyében. Közigazgatásilag Đurmanechez tartozik.

## Fekvése
Krapinától 4 km-re északnyugatra, községközpontjától 1 km-re keletre a Zagorje völgyében az A2-es autópálya mellett fekszik.

## Története
1857-ben 208, 1910-ben 347 lakosa volt. Trianonig Varasd vármegye Krapinai járásához tartozott. 2001-ben a falunak 407 lakosa volt.

## Külső hivatkozások
Đurmanec község hivatalos oldala